# Cytisus nejceffii
Cytisus nejceffii là một loài thực vật có hoa trong họ Đậu. Loài này được (Urum.) Rothm. miêu tả khoa học đầu tiên.